# 弱棘鮟鱇
弱棘鮟鱇為輻鰭魚綱鮟鱇目棘茄魚亞目夢角鮟鱇科的其中一種。分布於北大西洋加拿大、太平洋日本、夏威夷、巴拿馬等海域，屬深海魚類，棲息深度0-2000公尺，雌魚體長可達6.9公分，雄魚會寄生在雌魚身上，生活習性不明，不具任何經濟價值。